# Michael Kretschmer
Michael Kretschmer (ur. 7 maja 1975 w Görlitz) – niemiecki polityk, w latach 2002–2017 deputowany do Bundestagu, od 2017 premier Saksonii, od 2022 wiceprzewodniczący Unii Chrześcijańsko-Demokratycznej (CDU).

## Życiorys
Kształcił się m.in. w szkole średniej technicznej, w 2002 został absolwentem wyższej szkoły technicznej HTW Dresden. W 1989 dołączył do chadeckiej młodzieżówki, a w 1991 wstąpił do Unii Chrześcijańsko-Demokratycznej. W latach 1993–2002 był przewodniczącym regionalnych struktur Junge Union. Od 1994 do 1999 wchodził w skład rady miejskiej w Görlitz, a w 2008 został radnym powiatu Görlitz. Od 2005 pełnił funkcję sekretarza generalnego CDU w Saksonii.
W 2002 po raz pierwszy uzyskał mandat deputowanego do Bundestagu. Z powodzeniem ubiegał się o reelekcję w wyborach w 2005, 2009 i 2013. Pełnił funkcję wiceprzewodniczącego frakcji CDU/CSU (od 2009) i przewodniczącego grupy saksońskich deputowanych (od 2013). W niższej izbie niemieckiego parlamentu zasiadał do 2017, kiedy to przegrał w swoim okręgu wyborczym z kandydatem Alternatywy dla Niemiec.
18 października 2017 premier Saksonii Stanislaw Tillich ogłosił swoją rezygnację, motywując ją zwycięstwem AfD w wyborach do Bundestagu w tym kraju związkowym. Zasugerował jednocześnie kandydaturę byłego posła na swojego następcę. Michael Kretschmer 9 grudnia 2017 zastąpił go na funkcji przewodniczącego saksońskiej CDU, a cztery dni później objął również urząd premiera w ramach koalicji z Socjaldemokratyczną Partią Niemiec.
W wyborach krajowych w 2019 uzyskał mandat posła do saksońskiego landtagu. 20 grudnia 2019 został ponownie premierem Saksonii, stając na czele koalicji CDU, Zielonych i SPD. W 2022 objął funkcję wiceprzewodniczącego federalnych struktur swojej partii. W wyborach do landtagu w 2024 ponownie uzyskał mandat deputowanego. 18 grudnia tego samego roku po raz trzeci został wybrany na stanowisko premiera Saksonii, stając na czele mniejszościowego rządu w ramach koalicji CDU z SPD.

## Odznaczenia
- Złota Odznaka Honorowa Zasłużony dla Województwa Dolnośląskiego (2020)[9]